# Subklinische endometritis

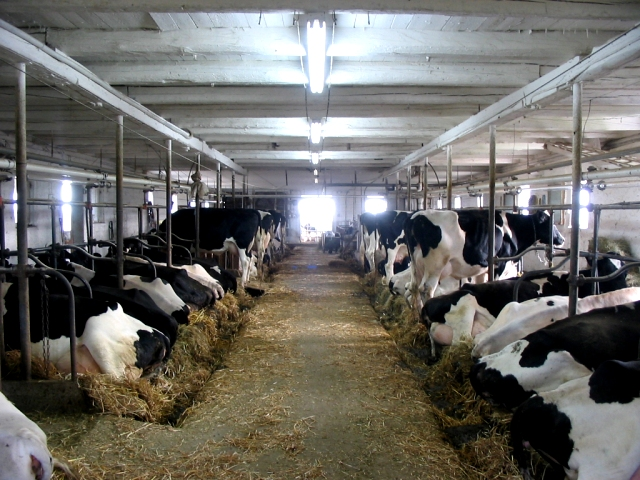
Een gezonde koe is een economisch belang

Subklinische endometritis bij koeien is een ontsteking van de baarmoederwand (endometrium) waarbij geen zichtbare symptomen optreden.  Het wordt veroorzaakt doordat tijdens en kort na het afkalven bacteriën de baarmoeder indringen. Dit is mogelijk omdat tijdens en kort na het afkalven de baarmoedermond nog openstaat. Als de bacteriën niet voldoende geëlimineerd worden, kunnen deze zorgen voor een infectie van de baarmoederwand. Dit leidt uiteindelijk tot een ontsteking in de baarmoeder (endometritis). Endometritis heeft vaak een verminderde vruchtbaarheid als gevolg en kan van zodanige aard zijn dat de koe helemaal niet meer drachtig kan worden.

## Vormen van endometritis
Endometritis is dus algemeen een ontsteking van de baarmoeder. Deze infectie is echter verder te onderscheiden in twee subgroepen, klinische en subklinische endometritis. Het verschil tussen deze twee subgroepen is dat er bij klinische endometritis wel zichtbare symptomen zijn, en bij subklinische endometritis niet.
Het belangrijkste symptoom bij klinische endometritis (zichtbaar) is dat er uit de vulva een sterk ruikende uitvloeiing komt met een wit-gelige kleur, ook wel bekend als witvuilen. Tevens is normaal gesproken de baarmoeder na afkalven na 2-3 dagen weer tot de oorspronkelijke grootte teruggekeerd, terwijl bij klinische endometritis de baarmoeder veel langer vergroot blijft. Ook is er vaak sprake van een temperatuursverhoging bij de koe (normaalwaarden 38,7 <...<39,2).
Een ander onderscheid wordt gemaakt op basis van acuut of chronisch. Van een acute ontsteking is sprake tot 21 dagen na afkalven, hierna wordt gesproken van een chronische ontsteking.

## Schade door subklinische endometritis
Subklinische endometritis is voor de veehouder lastig te herkennen, omdat er geen zichtbare symptomen zijn. Een belangrijke aanwijzing is dat koe na verschillende kunstmatige inseminaties maar steeds niet drachtig wordt. Het herkennen van subklinische endometritis is belangrijk om een aantal redenen.
Om de kwantiteit van de veestapel op peil te houden is het van belang dat een koe regelmatig gezonde kalveren aflevert. Alleen op die wijze kan een boer zijn veestapel op peil houden.
Ook is het regelmatig afkalven nodig voor de continuïteit van de melkgift en dus heel belangrijk voor de veehouder die de koeien immers vanwege de melkproductie houdt. Kort na het afkalven is de melkgift hoog, in de tijd die hierop volgt daalt deze steeds verder. Regelmatige afkalving is dus nodig voor de continue melkgift, want meer melk betekent meer inkomsten. Subklinische endometritis is er echter de oorzaak van dat de koe niet meer drachtig wordt en dus niet meer afkalft, hierdoor levert ze langdurig minder melk.
Doordat als gevolg van endometritis de tussenkalftijd stijgt kalft de koe minder af dan gebruikelijk.  Door het niet drachtig worden van de koe moeten er extra inseminaties worden gedaan, waardoor er extra kosten worden gemaakt. De kosten voor een boerenbedrijf met 50 melkkoeien voor de verlengde tussenkalftijd en de extra inseminaties zijn bij de verschillende vormen van endometritis als volgt:   
- Klinische endometritis:            €24,25 per koe
- Subklinische endometritis:         €52,55 per koe
- Als er geen endometritis optreedt zijn de kosten:  €15,10 per koe

Duidelijk is dat de kosten voor het insemineren van een koe aanzienlijk stijgen door de aanwezigheid van subklinische endometritis. De kosten van een diagnose en van de eventuele behandeling zijn hierbij niet inbegrepen. De kosten worden vaak onnodig hoog door het niet tijdig diagnosticeren van de ontsteking. Wanneer dit wel gebeurd kunnen de financiële gevolgen voor een bedrijf aanzienlijk beperkt worden.

## Preventie
Het stellen van de diagnose subklinische endometritis is lastig omdat er geen zichtbare symptomen zijn. Ook is er geen behandeling beschikbaar met een 100% genezingsgarantie. Daarom geldt ook voor deze aandoening de stelregel: "voorkomen is beter dan genezen"
Er zijn voor subklinische endometritis een aantal factoren bekend die het risico voor het overdragen van ontsteking aanzienlijk verkleinen. Als een veehouder hiervan op de hoogte is een er naar handelt kan hij de problemen voorkomen.

### Hygiëne
- Hygiëne is erg belangrijk om subklinische endometritis te voorkomen. Wanneer de koeien zich in een onhygïënische omgeving bevinden, kunnen ze in aanraking komen met de bacteriën die baarmoederontsteking veroorzaken.
- De koe dient uiteraard schoon te zijn, en dan met name ook de vulva. Belangrijk is bijvoorbeeld dat bij het aanraken van de vulva altijd een schone doek wordt gebruikt. Ook dient men erop te letten dat materiaal dat is gebruikt bij rectaal onderzoek niet met de vulva in contact komt. Op en rondom de anus bevinden zich bacteriën die schadelijk kunnen zijn voor de vulva.
- De stal van de koe moet schoon zijn, vooral tijdens van afkalven. Dit betekent dat er vers stro is en dat er geen onnodige mest  ligt. Een andere maatregel is om de koe, na het kalven,  een beetje op de tocht te zetten. Door de tocht trekt de baarmoeder samen, daardoor krijgen bacteriën minder kans om binnen te dringen.
- Bij het afkalven zijn naast de boer vaak  meer medewerkers aanwezig om te helpen of om te leren van het afkalven. Dit kan de kans op infecties door verspreiding van bacteriën vergroten. Er kan een daarom hygiëneprotocol gebruikt worden waarin maatregelen worden genoemd waaraan iedereen zich dient te houden. Een paar voorbeelden daarvan zijn het gebruik van een hygiënesluis, het afspoelen van de laarzen bij het binnenkomen en verlaten van de stal en het wassen van de handen. Tijdens de geboorte zelf gebruikt men bij voorkeur plastic wegwerphandschoenen.

### Stress
Door stress kan een negatieve energiebalans ontstaan. Dit verlaagt de weerstand en vergroot de kans op een infectieziekte. Het is mogelijk te voorkomen dat een koe te veel stress heeft. De meeste gevallen van subklinische endometritis worden aangetroffen bij de vaarzen, koeien die  voor de eerste keer een kalf krijgen. De koe krijgt met allerlei nieuwe ervaringen te maken, waaronder het voor de eerste maal afkalven. Daarnaast komt de vaars vaak in een andere stal, wordt in een andere groep geplaatst en krijgt ander voer, allemaal factoren die stressverhogend kunnen werken. In een efficiënte moderne veehouderij deze maatregelen onontkoombaar, dus daar is niet veel aan te veranderen.  Wel kan de boer ervoor zorgen dat alles zo rustig mogelijk verloopt. Van tevoren 'oefenen' met de vaars is ook een mogelijkheid.

### Voeding
Energierijke en evenwichtige voeding is belangrijk voor de weerstand van de koe. Met name het voldoende innemen van mineralen, waaronder calcium, is van belang. Calcium is nodig voor de melkproductie en de werking van de spieren. Bij een tekort hieraan verzwakt de koe, wat tijdens het afkalven voor problemen kan zorgen. Koeien die te veel of te weinig voeding krijgen hebben eerder last van een verminderde weerstand. Als gevolg daarvan hebben ze sneller en ernstiger last van infecties. Ook het risico op een achterblijvende placenta kan met de juiste voeding worden verkleind. Een balans in de opname van vitamine E, seleen, calcium en vet speelt hierbij een belangrijke rol.

### Moeilijke afkalving en achterblijvende placenta
Een moeilijke afkalving kan het risico op subklinische endometritis verhogen. Tweelingdracht is een factor die zorgt voor extra stress en risico's. Complicaties kunnen niet in alle gevallen voorkomen worden. Wel kan de veehouder bij de aanwezigheid van risicofactoren rekening houden met een verhoogde kans op subklinische endometritis. Op deze wijze kan het stellen van een uiteindelijke diagnose vergemakkelijkt worden.
Bij het achterblijven van de placenta wordt het samentrekken van de baarmoeder vertraagd, wat de kans op een ontsteking van het baarmoederslijmvlies vergroot. Het volledig meekomen van de placenta is daarom belangrijk. Indien dit niet het geval is moet een verhoogd risico op subklinische endometritis rekening worden gehouden.

## Diagnose
Subklinische endometritis heeft geen zichtbare symptomen, en om deze reden wordt het dan ook pas vermoed wanneer na een aantal inseminaties de koe nog altijd niet drachtig is. Bij het bestaan van dit vermoeden zijn er gelukkig wel methoden die de diagnose kunnen vaststellen. Het nemen van weefelmonsters uit de baarmoeder is bijvoorbeeld een mogelijke manier. Dit kan met behulp van een cytobrush, wat een borsteltje is waarmee een stukje weefsel van de baarmoederwand kan worden geschraapt.
Een andere bekende methode is het spoelen van de baarmoeder met fysiologisch zout en het baarmoedervocht te onderzoeken.
Wanneer een van deze methoden is uitgevoerd worden de monsters onder de microscoop onderzocht op het aantal neutrofiele granulocyten. Dit zijn kort levende witte bloedcellen die zowel in het bloed als in ons weefsel voorkomen. Deze cellen vormen daar de primaire immuunrespons en zorgen ervoor dat infecties snel gecontroleerd worden. Dit doen ze door o.a. bacteriën 'op te eten' (fagocyteren) waardoor ze vernietigd worden. Wanneer neutrofielen in grote aantallen aanwezig zijn, duidt dit op een infectie.
Gewoonlijk wordt deze diagnose door een dierenarts, en zo nodig een patholoog gesteld.

## Behandeling
Er zijn meerdere soorten behandelingen voor subklinische endometritis, waarbij er op twee punten een onderscheid te maken is: het soort middel en de toedieningswijze van het middel. 
De middelen die gebruikt kunnen worden bij de behandeling kunnen ingedeeld worden in groepen:
- Hormonen zijn endogene stoffen die van nature in het lichaam voorkomen. Hierbij is het voordeel dat de stof eenzelfde natuurlijk werking op het lichaam heeft als onder normale omstandigheden. Het nadeel is dat het niet de functies kan uitvoeren die in het lichaam zelf ook niet voorkomen. Het biedt dus een extra toediening op de lichaamseigen functies maar ook niet meer dan dat. Vaak werken hormonen ook op meerdere anatomisch te onderscheiden gebieden in het lichaam. De werking is daardoor minder specifiek dan een speciaal gefabriceerd medicijn, hoewel dit niet altijd het geval is.
- Antibiotica daarentegen beslaan een heel andere functies. Deze groep stoffen werkt niet zozeer op functies van het lichaam zelf maar heeft als doel ziekteverwekkers, en meer specifiek bacteriën, te doden. Naast dat antibiotica de specifieke ziekteverwekker kan doden heeft deze ook de mogelijkheid om andere bacteriën te doden. Dit kan gunstig zijn, maar ook ongunstig, indien deze bacteriën een zinvol nut dienen in het lichaam.
- Antiseptica' onderscheiden zich doordat  ze slechts uitwendig kunnen worden gebruikt. In het geval van subklinische endometritis geldt dit ook, omdat het op het oppervlak van de baarmoeder wordt toegediend. Bij inwendig gebruik, anders dan bij antibiotica, heeft dit een vergiftigende werking. Antiseptica gaan eveneens bacteriedodend te werk en hebben daarom een soortgelijke functie als antibiotica.

Het tweede onderscheid wat te maken is, is op basis van toedieningswijze: 
- Systemisch: houdt in dat het in de spieren of het bloed wordt geïnjecteerd en vanaf daar zijn doelbestemming kan bereiken. Het voordeel hieraan is dat men niet nauwkeurig hoeft te zijn met de locatie van toediening en dat deze in praktijk sneller kan gaan, een simpele injectie. Het nadeel is echter dat de stof eerst een weg naar de bestemming moet vinden en dat deze wijze van toediening dus niet voor alle soorten stoffen geschikt is.
- Intra-uterien: betreft het direct plaatsen van de stof in de baarmoeder. De voor- en nadelen zijn precies complementair aan de systemische toediening; de stof is direct ter plaatse, maar praktisch gezien kost de toediening meer tijd en precisie.

Er zijn 3 behandelingsmethoden voor Subklinische Endometritis veelal gebruikt: 
- Prostaglandinen zijn lichaamseigen weefselhormonen die o.a. invloed hebben op de spieren. De prostaglandinen die gebruikt worden bij de behandeling van subklinische endometritis behoren tot de PG2α-groep, en worden uit het omega-6 vetzuur AA gevormd. Deze groep prostaglandinen zijn voornamelijk van invloed op de baarmoederspieren. Gewoonlijk wordt tussen de 150 µg Cloprostenol, toegediend via een injectie in de spieren.  Over het algemeen is voor de behandeling van subklinische endometritis een eenmalige toediening voldoende. Het effect van prostaglandinen is tweeledig. Enerzijds heeft het een luteolytische activiteit (opwekken van tochtigheid), waardoor de baarmoedermond zich opent. Anderzijds zorgt het voor het samentrekken van de spieren in de baarmoeder, waardoor de inhoud uitgedreven wordt. Door dit laatste effect kunnen ook bacteriën die subklinische endometritis veroorzaken uit de baarmoeder uitgedreven worden. Er is geen wachttijd voor de melkgift na het gebruik van prostaglandinen en voor de vlees bedraagt dit ergens tussen de 0 en 2 dagen. Bijwerkingen zijn vooralsnog niet gevonden. Het slagingspercentage (dat wil zeggen het % koeien dat na behandeling weer na 1e inseminatie drachtig wordt) ligt rond de 50%. Een aandachtspunt is wel het gebruik van prostaglandinen door zwangere vouwen. De stof kan via de huid opgenomen worden en een miskraam kan het gevolg zijn van samentrekkingen van de baarmoederspieren.
- Metricure bestaat uit o.a. een antibioticum (cefaprinine) dat werkt op zowel gram-negatieve als gram-positieve bacteriën.  Gewoonlijk wordt 500 mg cephapirine eenmalig intra-uterien toegediend. Metricure heeft een bacterie-dodende werking. Het pakt slechts de snel delende cellen aan, waaronder bacteriën, en dus niet de lichaamseigen cellen in de baarmoeder. Aan het gebruik van Metricure is geen wachttijd voor de melkgift gebonden en ook de wachttijd voor vlees bedraagt 0 dagen. Bijwerkingen zijn eveneens vooralsnog niet gevonden. Het slagingspercentage na het gebruik van Metricure bedraagt ongeveer 70%. Voor een dierenarts met een penicillinenallergie is het gebruik van Metricure ten zeerste af te raden.
- Lotagen is een antiseptisch middel wat ervoor zorgt dat beschadigde cellen (zowel bacteriën als lichaamseigen cellen) stollen en uitgeworpen worden. De cellen die wel nog intact zijn zullen aangespoord worden om nieuwe cellen aan te maken (delen). Door het samentrekken van de bloedvaten worden verdere bloedingen eveneens voorkomen. Het is een zeer zuur middel wat gewoonlijk eenmalig in een oplossing van 1-4% Lotagen wordt toegediend, afhankelijk van het soort ontsteking en de grootte en gevoeligheid van de baarmoeder. Omdat Lotagen een zeer zuur middel is, zijn hier een aantal nadelen aan verbonden. Voor de koe is het middel zeer irriterend en ook de dierenarts dient op te passen met kleding. Leer en textiel kunnen door Lotagen beschadigd worden. Na behandeling zal de veehouder langer moeten wachten met volgende inseminatie dan bij gebruik van prostaglandinen of Metricure.